# Eric Godard
Eric Godard, född 7 mars 1980 i Vernon, British Columbia, Kanada, är en kanadensisk professionell ishockeyforward som spelar för Dallas Stars i NHL.
Godard blev aldrig draftad och skrev på för Florida Panthers som free agent men fick aldrig representera NHL-laget utan det gick vidare till New York Islanders organisation och spel i både NHL och AHL. 2006 skrev han på för Calgary Flames när hans kontrakt med Islanders gick ut.
Den 1 juli 2009 skrev han på ett tre-års kontrakt med Pittsburgh Penguins och samma år så vann han och Penguins Stanley Cup som var hans första i sin karriär.
2011 skrev han på ett två-års kontrakt för Dallas Stars.